# Gary LeVox
Gary LeVox (nacido Gary Wayne Vernon, Jr., 10 de julio de 1970) es un cantante y compositor estadounidense. Es conocido por ser el vocalista del trío de música contemporánea country Rascal Flatts un nombre que él levantó de la etiqueta de la consola del estudio por su pista de voz principal.
LeVox nació en Columbus, Ohio. Trabajó en el Ohio Department of Mental Retardation and Developmental Disabilities a las afueras de Columbus.  La primera actuación musical de LeVox fue a la edad de ocho años, en una actuación de su iglesia. Se graduó en la Olentangy High School y es antiguo alumno de la Universidad Estatal de Ohio. Incitado por su primo, LeVox se mudó a Nashville, Tennessee, en 1997. LeVox y su primo segundo, Jay DeMarcus, empezaron juntos en la banda Chely Wright.  Un día, cuando el guitarrista habitual no estaba disponible, Joe Don Rooney intervino.  Los tres hombres dicen que tuvieron química inmediatamente.

## Vida personal
Los padres de LeVox se divorciaron cuando él tenía ocho años. Su madre se volvió a casar cuando él tenía 10 y se divorció de su padrastro cuando él tenía 18.[cita requerida]
El nombre de su mujer es Tara, y se casaron el 15 de mayo de 1999. Tienen dos hijas, nacidas en 2000 y 2004.[cita requerida]  LeVox es amigo de Jamie Foxx desde mediados de la década de los 90, y Foxx hizo una aparición invitada en el álbum Still Feels Good.

"Solíamos sentarnos durante horas en la casa de Jamie, cantando y jugando y pasando un buen rato ... Así que cuando Jay y Joe y yo escribíamos esta canción, pensamos que sería genial tenerlo en él. Lo llamé sólo para decir, 'Hey, hombre, tienes que escuchar esta canción. Creo que podrías realmente, realmente hacerlo. "Él dijo: 'Te lo digo. Voy a cantar en su canción si ustedes cantarán en la mía. "Le dije: 'Está bien.’"
Gary LeVox (2007)